# 그랜드 프리즈매틱 스프링

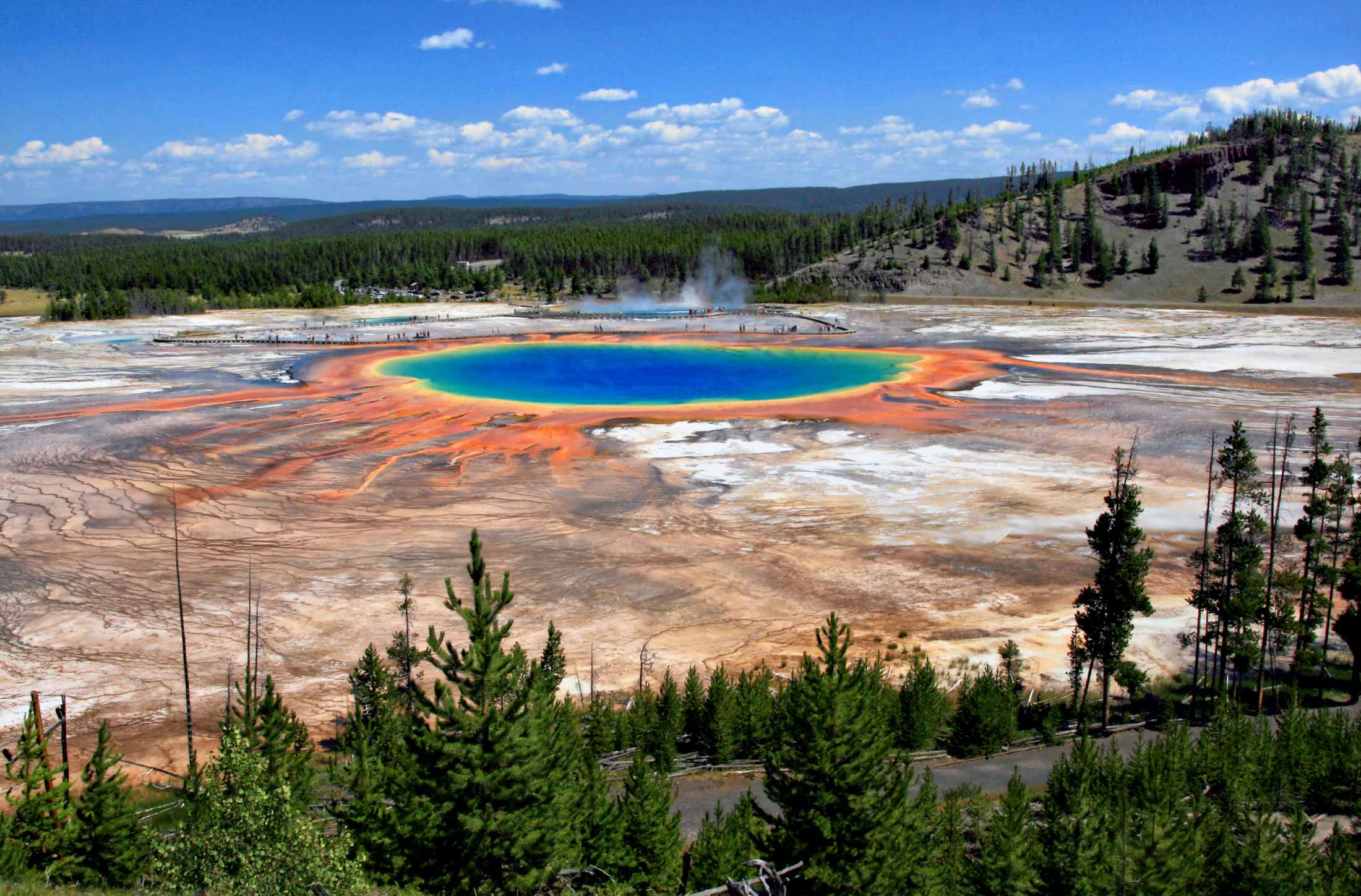
그랜드 프리즈매틱 스프링

그랜드 프리즈매틱 스프링(영어: Grand Prismatic Spring)은 미국 옐로스톤 국립공원 미드웨이 간헐천 분지 지역에 존재하는 온천으로, 미국에서 가장 큰 규모의 온천이며, 세계적으로는 뉴질랜드의 플라잉 팬 레이크, 도미니카의 볼링 레이크에 이어 제 3위의 규모이다. 그랜드 프리즈매틱 스프링은 1871년에 행해진 헤이든 지질 조사에서 지질 학자들이 주목하였으며 인상적인 색채로부터 명명되었다. 그 색채는 파랑, 녹색, 노랑, 오렌지, 금, 빨강 등 광학 프리즘에 의한 백색광에서 무지개 색깔의 분산을 연상시킨다